# I det fördolda (roman av Terry Goodkind)
I det fördolda är en fantasybok av den amerikanske författaren Terry Goodkind. Boken utgör den andra halvan av ursprungsverket Phantom samt är den tjugotredje delen i bokserien Sanningens svärd.